# Niederlausitzer Museumseisenbahn
Der Niederlausitzer Museumseisenbahn e. V. (NLME) war ein Verein von Eisenbahnfreunden mit Sitz in Sonnewalde. Er war Eigentümer und Betreiber der für museale Zwecke genutzten Bahnstrecke Finsterwalde–Crinitz im Landkreis Elbe-Elster in Brandenburg.

## Vereinsgeschichte
Der Niederlausitzer Museumseisenbahn e. V. (NLME) wurde am 1. April 1995 als gemeinnützig anerkannter Verein gegründet. Als Ziel des Vereins ist der Aufbau und Betrieb einer Museumseisenbahn auf der ehemaligen DR-Strecke von Finsterwalde nach Crinitz und Erhalt bzw. der Wiederaufbau von historisch wertvollen Zeitzeugen der regionalen Eisenbahngeschichte definiert. Es soll damit eine besondere Attraktion im Elbe-Elster-Kreis geschaffen werden.
Am 10. September 1997 wurde die Eisenbahnstrecke Finsterwalde–Crinitz einschließlich Nebenflächen von der Deutschen Bahn AG gekauft. Seit 1997 wurden mehrere Kleindiesellokomotiven sowie meist schon 100-jährige Personen- und Güterwagen überführt und mit der Instandsetzung und Aufarbeitung der Wagen begonnen.
Im Jahr 2002 erfolgte die Übergabe der Dampfspeicherlok durch die BASF Schwarzheide. Durch eine Zusammenarbeit mit den zuständigen Stellen in den Ministerien des Landes Brandenburg wurden schrittweise alle Forderungen zur Aufnahme des öffentlichen Personenverkehrs realisiert.
Am 5. April 2002 erhielt der Verein die Genehmigung zum Betreiben einer Eisenbahninfrastruktur und zur Erbringung von Eisenbahnverkehrsleistungen im Personenverkehr. Die Infrastrukturanschlusskosten und Trassengebühren für den Anschluss an das Netz der Deutschen Bahn AG sowie die Brückenerhaltungs- und -unterhaltungskosten hätten den Finanzrahmen der NLME gesprengt, somit kam es zu keinem Anschluss an andere Bahnen.
Durch das zweijährlich stattfindende Bahnhofsfest und weitere Aktivitäten, besonders die Fahrten zum jährlich stattfindenden Töpfermarkt in Crinitz hatte sie sich einen hohen Bekanntheitsgrad in der Region aufgebaut. Am 30. Dezember 2018 wurde der Verkehr unter Anteilnahme zahlreicher Anwohner und Eisenbahnfreunde eingestellt, da der Streckenzustand einen weiteren Betrieb nicht mehr zuließ. Ein Teil der vorhandenen Museumsfahrzeuge wurde zur Niederlausitzer Eisenbahn umgesetzt.
Der Verein wurde zum 31. Dezember 2022 aufgelöst und der DBV-Förderverein Niederlausitzer Eisenbahn e. V. mit Sitz in Luckau als Rechtsnachfolger benannt.

## Fahrzeuge
- eine Rangierdampflokomotive Baujahr 1912
- eine Dampfspeicherlokomotive der Bauart Meiningen (Baujahr 1988)
- eine Kö II (Baujahr 1935)
- zwei N 4
- zwei V 10 B
- eine V 18 B (Baujahr 1964)
- eine V 22 B (Baujahr 1974)
- ein Oberleitungsrevisionstriebwagen
- mehrere Schwere Kleinwagen der Bauarten SKL 24 und SKL 25
- ein Gleismessfahrzeug
- je eine Trabant-, Fahrrad- und Handhebeldraisine.

Der Museumszug besteht aus zwei Personenwagen preußischer Bauart, die in ihren Lieferzustand versetzt wurden, einem Packwagen einer preußischen Kleinbahn und einem kombinierten Personen- und Gepäckwagen der DR. Zur Verstärkung können auch ein Umbauwagen der DB-Bauart sowie ein Fahrrad- und ein Salonwagen eingesetzt werden. Des Weiteren besitzt der Verein mehrere Güterwagen, von denen einige ebenfalls aus der Zeit der Länderbahnen stammen.